# Quetta (cràter)
Quetta és un cràter de l'asteroide del cinturó principal (253) Mathilde, situat amb el sistema de coordenades planetocèntriques a 45.6 ° de latitud nord i 165.5 ° de longitud est. Fa un diàmetre de 3.2 km. El nom va ser fet oficial per la UAI l'any 2000 i fa referència a Quetta, conca de carbó del Pakistan.